# Station Sannois
Station Sannois is een station aan de spoorlijn Paris-Saint-Lazare - Ermont-Eaubonne. Het station ligt in de Franse gemeente Sannois in het departement Hauts-de-Seine (Île-de-France).

## Geschiedenis
Het station werd in 1863 geopend bij de opening van het spoor tussen Argenteuil en Ermont - Eaubonne. Tussen 1988 en 2006 werd het station aangedaan door de RER C, daarna is die dienst gedeeltelijk overgenomen door een directe verbinding tussen Paris-Saint-Lazare en Ermont - Eaubonne.

## Ligging
Het station ligt op kilometerpunt 12,705 van de spoorlijn Paris-Saint-Lazare - Ermont-Eaubonne.

## Diensten
Het station wordt aangedaan door treinen van Transilien lijn J tussen Paris-Saint-Lazare en Ermont-Eaubonne.

## Vorig en volgend station
| Richting        | Vorig station   | Lijn    | Volgend station | Richting           |
| --------------- | --------------- | ------- | --------------- | ------------------ |
| Ermont-Eaubonne | Ermont-Eaubonne | Trans J | Argenteuil      | Paris-Saint-Lazare |